# Wojciech Narębski
Wojciech Narębski (ur. 14 kwietnia 1925 we Włocławku, zm. 27 stycznia 2023 w Krakowie) – polski geolog, specjalizujący się w geochemii, naukach mineralogicznych i petrologii wulkanitów i metabazytów, a także wojskowy – podpułkownik Wojska Polskiego, weteran kampanii włoskiej, w tym bitwy o Monte Cassino. Patron Niezależnego Związku Harcerstwa "Czerwony Mak" im. Bohaterów Monte Cassino w Skawinie, posiadał stopień instruktorski harcmistrza.

## Życiorys
Był synem Stefana Narębskiego, który w 1928 roku przeniósł się wraz z rodziną z Włocławka do Wilna, gdzie objął stanowisko architekta miejskiego. W 1941 roku Wojciech Narębski za działalność w szeregach Związku Wolnych Polaków został aresztowany przez NKWD i uwięziony na Łukiszkach, a następnie w więzieniu w mieście Gorki.
Po utworzeniu Polskich Sił Zbrojnych trafił jako kierowca ciężarówki do 2 Korpusu, z którym brał udział w kampanii włoskiej, w 22 Kompanii Zaopatrywania Artylerii znanej z tego, że w jej składzie osobowym znajdował się w stopniu szeregowca niedźwiedź syryjski Wojtek. Wojciech Narębski nigdy nie był jego opiekunem, jak się to nieraz mylnie podaje. Nieporozumienie wynikło prawdopodobnie stąd, że w kompanii było, jak mawiano, dwóch Wojtków – „Mały Wojtek”, czyli Wojciech Narębski, oraz „Duży Wojtek”, czyli właściwy miś.
Wojciech Narębski w wojsku uzupełniał edukację, odbył kursy maturalne zakończone tzw. „małą maturą” zdaną w Palestynie w 1943 roku. Maturę uzyskał w 1946 roku w Gimnazjum i Liceum działającym przy 2 Korpusie Polskim (w Alessano i Cawthorne).
W 1947 roku powrócił do Polski. Wraz z rodziną zamieszkał w Toruniu. Wojciech Narębski zatrudnił się jako asystent w Katedrze Mineralogii UMK, a równocześnie podjął studia chemiczne na Uniwersytecie Mikołaja Kopernika. Ukończył je w 1952 roku, specjalizując się w mineralogii, wykładanej przez Marię Kołaczkowską.
W latach 1953–1955 odbywał studia doktorskie w zakresie geochemii na Akademii Górniczo-Hutniczej i Uniwersytecie Jagiellońskim w Krakowie. Od 1956 roku pracował w Muzeum Ziemi PAN w Krakowie. W 1957 roku uzyskał na AGH stopień doktora, tematem rozprawy doktorskiej były „Mineralogia i geochemiczne warunki genezy syderytów fliszu karpackiego”, a promotorem Antoni Gaweł. Stopień doktora habilitowanego uzyskał w 1965 roku na Uniwersytecie Jagiellońskim, na podstawie rozprawy „Petrochemia law puklistych Gór Kaczawskich i niektóre ogólne problemy petrogenezy spilitów”.
W 1973 roku otrzymał tytuł profesora nadzwyczajnego, a w 1986 roku profesora zwyczajnego nauk o Ziemi.
Działał w Polskim Towarzystwie Geologicznym (od 1951 roku) i Polskim Towarzystwie Mineralogicznym (od 1969 roku, był wiceprezesem zarządu głównego). W 1992 roku PTM nadało mu godność członka honorowego.
Publikował też prace dotyczące działań 2 Korpusu w kampanii włoskiej. Napisał wstęp do książki Łukasza Wierzbickiego zatytułowanej Dziadek i niedźwiadek. Historia prawdziwa, opisującej losy niedźwiedzia Wojtka z Armii Andersa.
Grał na skrzypcach i śpiewał tenorem. Występował w chórze przy kościele św. Anny w Krakowie. 
W 2016 został laureatem nagrody honorowej „Świadek Historii” przyznanej przez Instytut Pamięci Narodowej.
Zmarł 27 stycznia 2023 roku w Krakowie. Pogrzeb odbył się 11 lutego 2023 w kościele św. Anny w Krakowie, pochowany został na cmentarzu Grębałowskim.

## Publikacje
- Na dalekiej północy (1966)
- Działania 5. Wileńskiej Brygady Piechoty podczas kampanii włoskiej 1944-45 (2005, ISBN 83-87865-49-4)

## Awanse
- starszy strzelec podchorąży – 1945[8]
- kapral podchorąży – 1945[9]
- podpułkownik – 9 lipca 2018[10]
- pułkownik – 2023 (pośmiertnie)[11]

## Odznaczenia
- Krzyż Komandorski z Gwiazdą Orderu Odrodzenia Polski – 2023 (pośmiertnie)[12]
- Krzyż Komandorski Orderu Odrodzenia Polski – 2004 „za wybitne zasługi w działalności kombatanckiej, za kultywowanie tradycji Polskich Sił Zbrojnych na Zachodzie”[13]
- Krzyż Oficerski Orderu Odrodzenia Polski
- Krzyż Kawalerski Orderu Odrodzenia Polski
- Medal Wojska
- Medal Stulecia Odzyskanej Niepodległości – 2020[14]
- Krzyż Pamiątkowy Monte Cassino
- Krzyż Armii Krajowej
- Krzyż Czynu Bojowego Polskich Sił Zbrojnych na Zachodzie z okuciami „MONTE CASSINO”, „ANKONA” i „BOLONIA”
- Medal Pro Bono Poloniae – 2019
- Gwiazda za Wojnę 1939–1945 (Wielka Brytania)
- Gwiazda Italii (Wielka Brytania)
- Medal Obrony (Wielka Brytania)
- Medal Wojny 1939–1945 (Wielka Brytania)
- Order Zasługi Republiki Włoskiej (Włochy)
- Order Świętego Sebastiana (odznaczenie prywatne, Portugalia)[15]
- Order Uśmiechu – 2022[16]
- Medal "Pro Patria" – 2012
- Medal "Pro Bono Poloniae"
- Medal "Za kultywowanie pamięci o żołnierzach 2 Korpusu Polskiego" - 2017
- Medal "Pamięci o Niepodległej"- 2018